# Zelotes mikhailovi
Zelotes mikhailovi este o specie de păianjeni din genul Zelotes, familia Gnaphosidae, descrisă de Marusik, 1995. Conform Catalogue of Life specia Zelotes mikhailovi nu are subspecii cunoscute.